# Kunguri
A kunguri a kora perm földtörténeti kor négy korszaka közül az utolsó, amely 283,5 ± 0,6 millió évvel ezelőtt (mya) kezdődött az artyinszki korszak után, és 272,95 ± 0,11 mya ért véget a középső perm kor roadi korszakának kezdetén.
Nevét az urál-hegységi Kungurka folyóról, illetve Kungur városáról kapta. Az elnevezést Alekszandr Antonovics Stukenburg orosz geológus vezette be a szakirodalomba 1890-ben.

## Meghatározása
A Nemzetközi Rétegtani Bizottság meghatározása szerint a kunguri emelet alapja (a korszak kezdete) a Neostreptognathus pnevi és a Neostreptognathus exculptus konodontafajok megjelenésével kezdődik. Az emelet tetejét (a korszak végét) a Jinogondolella nanginkensis konodontafaj megjelenése jelzi.